# صوت فلسطين
صوت فلسطين هي الإذاعة الرسمية للسلطة الفلسطينية، وهي مؤسسة إعلامية تقع ضمن هيئة الإذاعة والتلفزيون الفلسطينية، تأسست في الأراضي الفلسطينية آواخر عام 1994 على يد السياسي والكاتب الفلسطيني سميح سمارة والذي كان مديرها العام الأول، عقب توقيع اتفاقية أوسلو وإقامة السلطة الوطنية الفلسطينية  عام 1994، وقد جاءت اسكتمالًا لمسيرة إذاعة صوت الثورة الفلسطينية التي كانت تبث من خارج فلسطين منذ عام 1968 حتى عام 1994. 
يبث صوت فلسطين برامجه باللغة العربية بشكل أساسي وتتنوع بين نشرات الأخبار على رأس كل ساعة ونشرة مسائية باللغة الإنجليزية، والبرامج الاجتماعية والثقافية والقضايا المحلية والأغاني الوطنية والشعبية، مقر الإذاعة الرئيسي في رام الله، تبث على ترددات مختلفة في أنحاء الضفة الغربية وقطاع غزة والموجتين الرئيسيتين لها 90.7 100.1 fm.

## وصلات خارجية
- الموقع الرسمي لصوت فلسطين